# Histoire évolutive des poissons cartilagineux

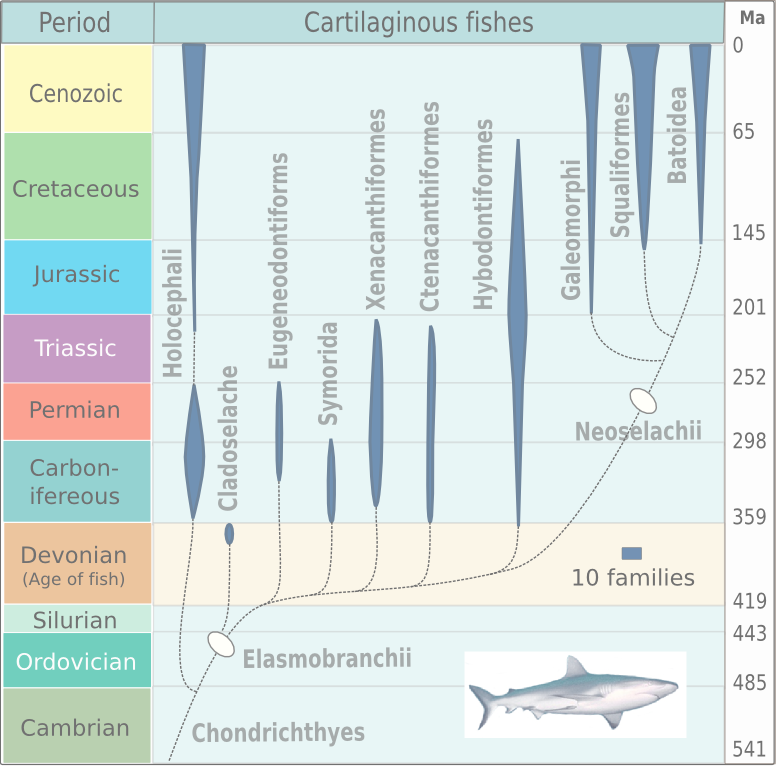
Diagramme évolutif des poissons cartilagineux.

Le groupe des poissons cartilagineux, ou Chondrichthyes, est très ancien. Il regroupe des espèces assez différentes morphologiquement les unes des autres, comme les raies et requins, très variées en taille, comme le sagre elfe qui mesure 18 centimètres à l'âge adulte et le requin baleine qui, lui, atteint 18 mètres de long.

## Introduction
Les poissons cartilagineux laissent très peu de fossiles derrière eux du fait que les cartilages qui composent leur squelette se conservent moins bien que les os calcifiés des ostéichthyens, clade qui inclut certains poissons et les vertébrés. Cependant les dents des Elasmobranchii, dont les requins, sont, elles, abondantes, du fait que ceux-ci en perdent et en fabriquent tout au long de leur vie. Les dents des chimères sont, elles, beaucoup plus rares. Certaines épines recouvrant le corps des Chondrichthyes, qui sont de la même matière que les dents, sont aussi régulièrement découvertes, mais elles aussi plus rares. Ainsi, une grande partie des espèces fossiles décrites l'ont été sur la base de simples dents, à partir desquelles il est souvent difficile d'inférer l'allure générale de l'animal. Cependant, certaines conditions exceptionnelles (Lagerstätte, calcaires lithographiques...) permettent parfois la préservation de l'empreinte des parties molles, et quelques fossiles ainsi préservé éclairent sur l'évolution morphologique de ces animaux. 
Les dents de requins fossiles ont longtemps été une énigme. C'est Fabio Colonna qui, le premier, démontre de façon convaincante que les glossopètres sont des dents de requin, dans son traité De glossopetris dissertatio publié en 1616. 
Louis Agassiz est le premier ichtyologiste à classer les poissons fossiles. Les volumes de ses Recherches sur les poissons fossiles parus entre 1833 et 1843 recensent et nomment près de la moitié des requins fossiles actuels. La classification des espèces fossiles est en grande partie complétée par le catalogue d'Arthur Smith Woodward, Catalogue of the Fossil Fishes in the British Museum (1889–1901). 
Les squelettes les plus anciens furent découverts à la fin du XIXe siècle dans l'État de l'Ohio aux États-Unis et sont du genre Cladoselache datant du Dévonien supérieur (360 Ma).

## Évolution

### Paléozoïque
Les premiers fossiles découverts de cette classe sont des dents de petite taille datées de la base du Silurien (430 Ma). Peu de fossiles sont découverts avant 354 Ma. Leur forme est assez semblable à celle des requins d'aujourd'hui, on les suppose cependant moins évolués et rapides que ceux d'aujourd'hui. En fait durant cette période, les placodermes semblent les espèces les plus abondantes. Ces derniers s'éteignent à la fin du Dévonien et les Chondrichthyes subissent une radiation évolutive, occupant abondamment toutes les niches écologiques. 
Une grande radiation évolutive apparaît entre le Silurien et le Dévonien, donnant naissance à une sorte d'« âge d'or » des poissons cartilagineux. 
Certaines espèces vont également grandir, atteignant 3 mètres et devenant les superprédateurs marins, place qu'occupe encore le Grand requin blanc. Certains groupes d'espèces comme les Xénacanthes vont même conquérir les rivières.

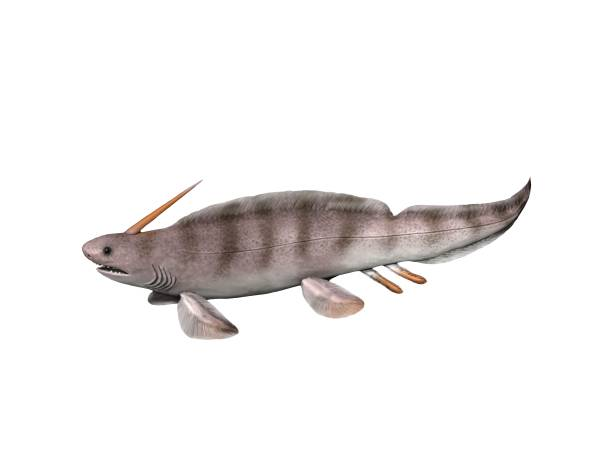
Restitution paléoartistique de Xenacanthus decheni (Xenacanthida)
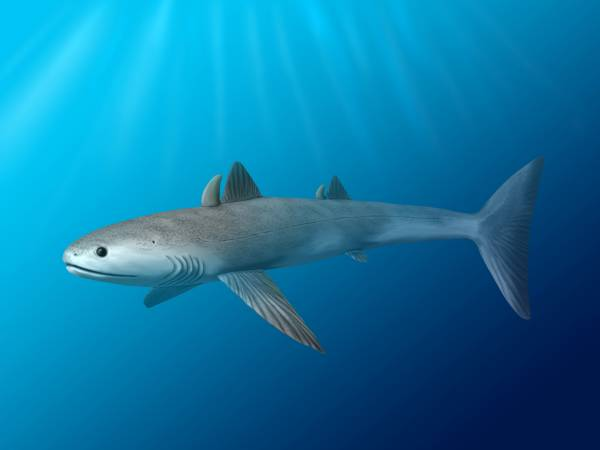
Restitution paléoartistique de Cladoselache sp. (Cladoselachiformes)
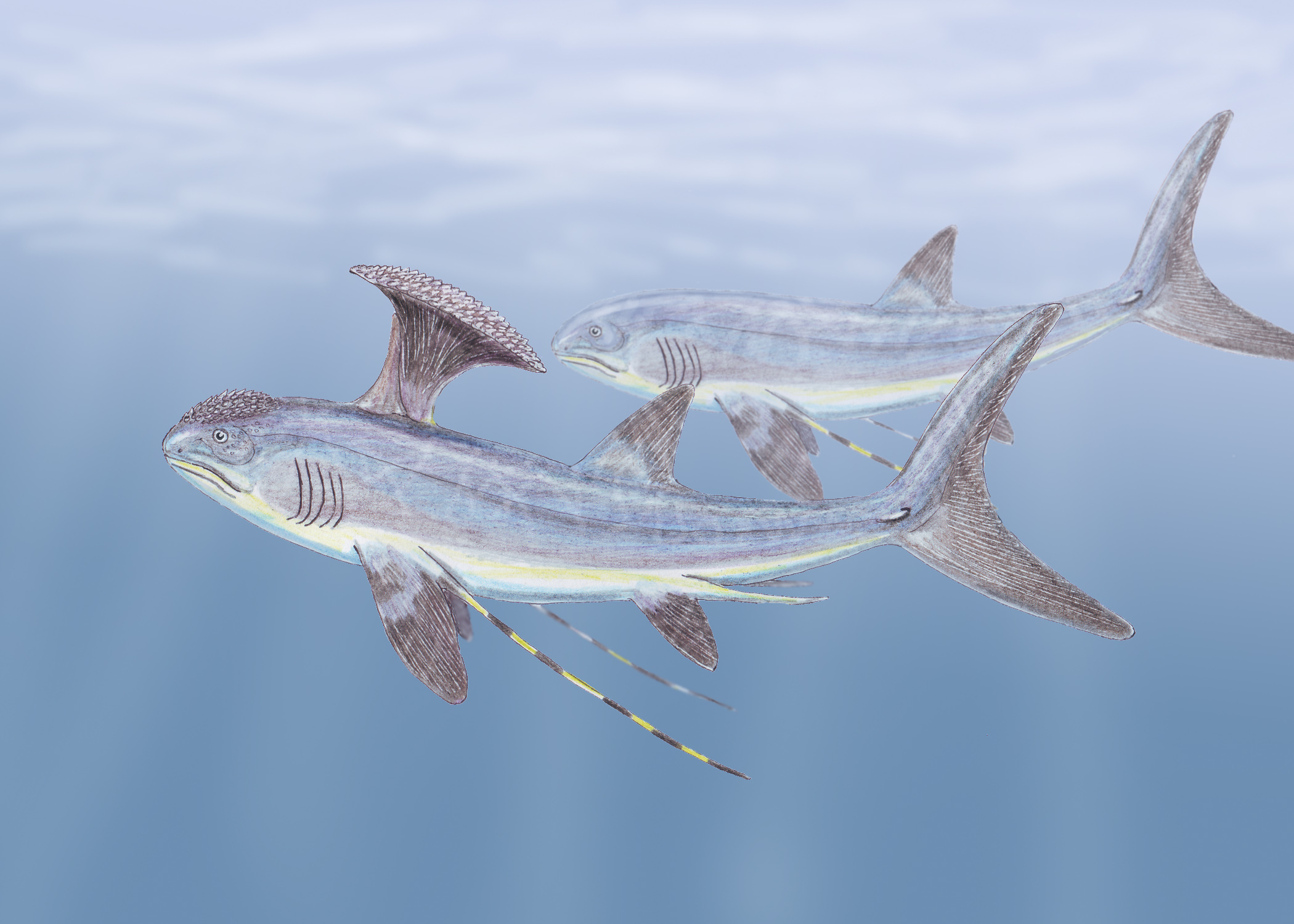
Restitution paléoartistique de Stethacanthus altonensis (Symmoriida)

### Mésozoïque: la fin de l'âge d'or
À la fin du Permien une extinction de masse se produit faisant disparaître 90 % des espèces marines dont des chondrichtyens. On suppose que la destruction des environnements par une baisse du niveau des mers est une raison de la baisse de la diversité de ces espèces. Les Xénacanthes survivent.
Une deuxième extinction à la fin du Trias opère à nouveau une sélection et élimine, par exemple, les xénacanthes qui avaient vécu pendant 200 Ma. Au Mésozoïque les hybodontes se distinguent par leur grande taille (au moins 3 mètres) et une mâchoire capable de broyer n'importe quelle carapace. Au Jurassique, les néosélaciens sont en compétition avec les hybodontes mais l'extinction du Crétacé, il y a 66 Ma, provoqua la fin des hybodontes ainsi que celle de beaucoup d'autres espèces, à commencer par les dinosaures.

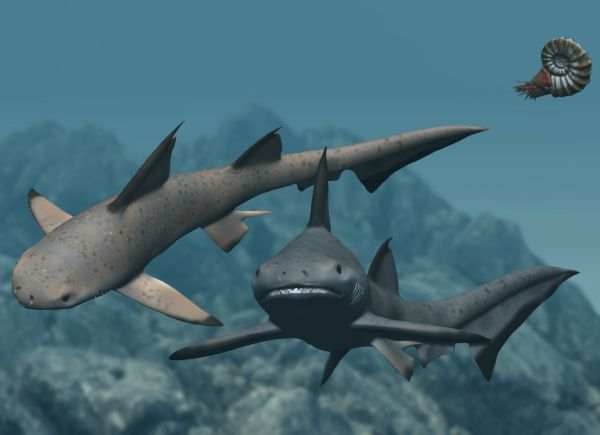
Reconstitution en synthèse  d'un Hybodus sp. (Hybodontiformes)
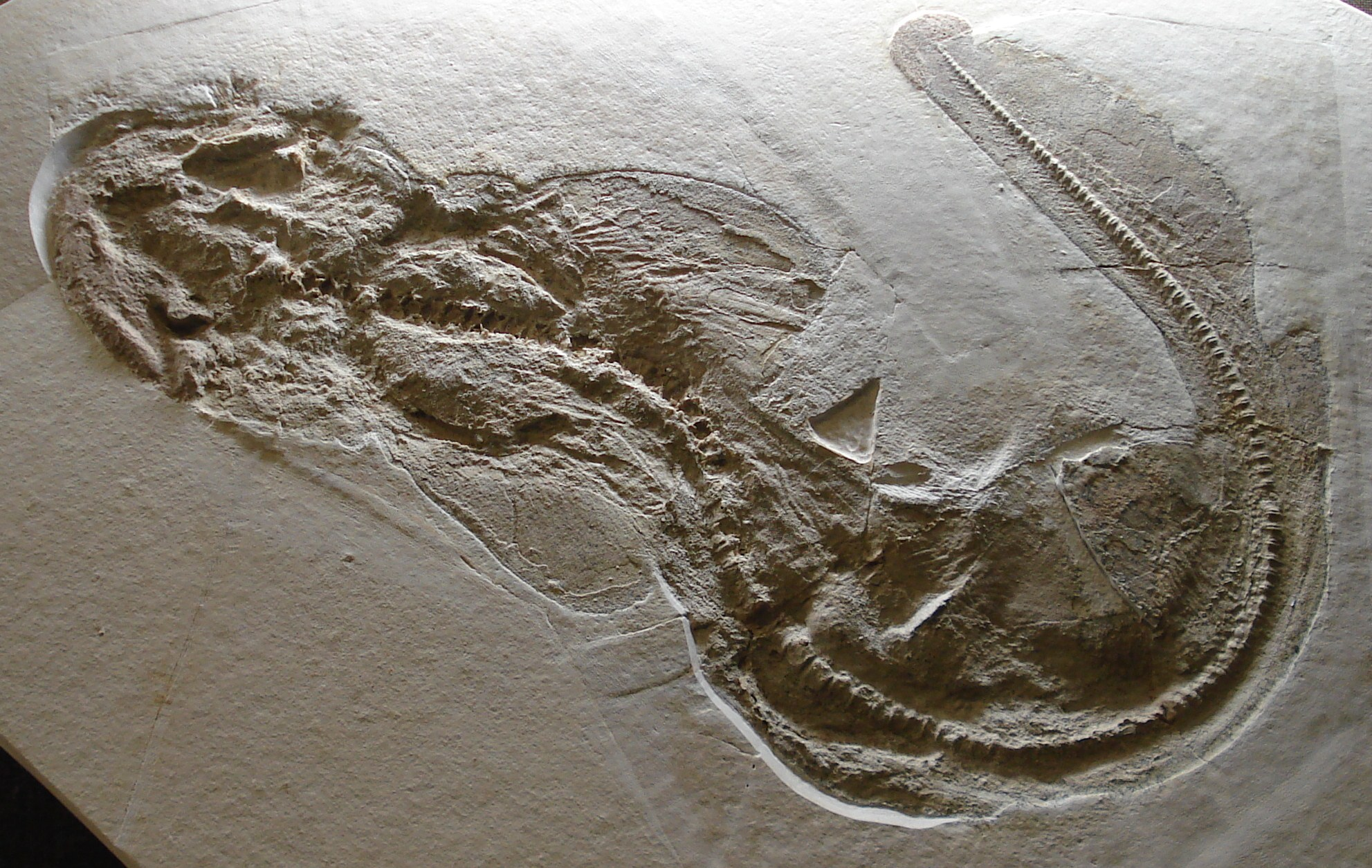
Orectolobus jurassicus (Orectolobiformes)
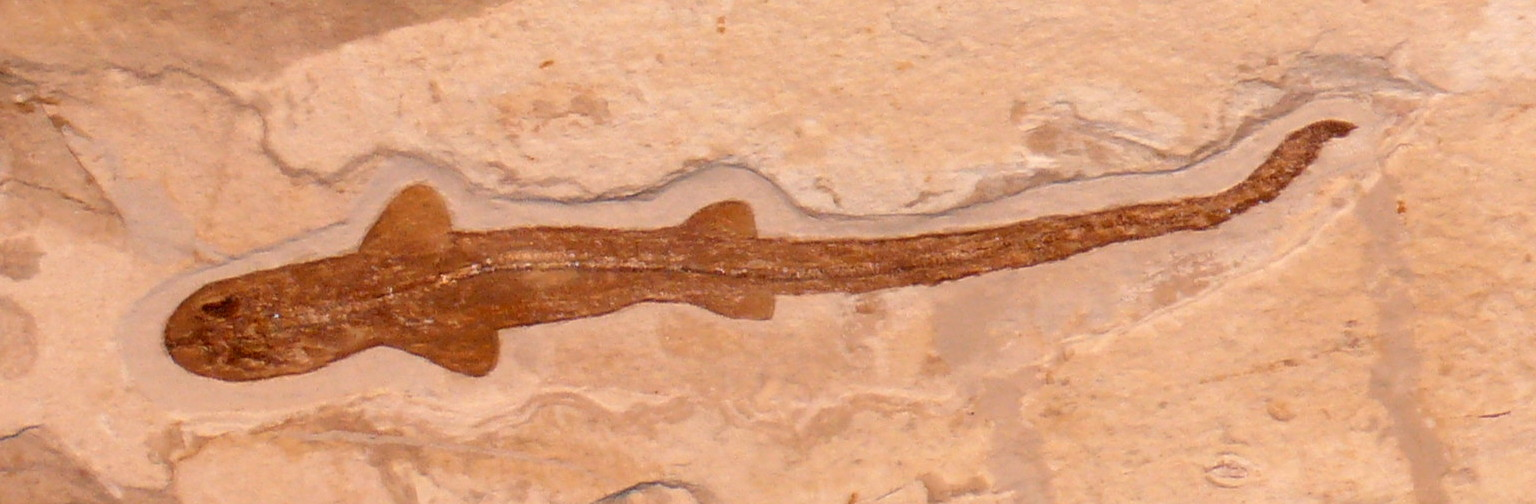
Paratriakis curtirostris (Carcharhiniformes)
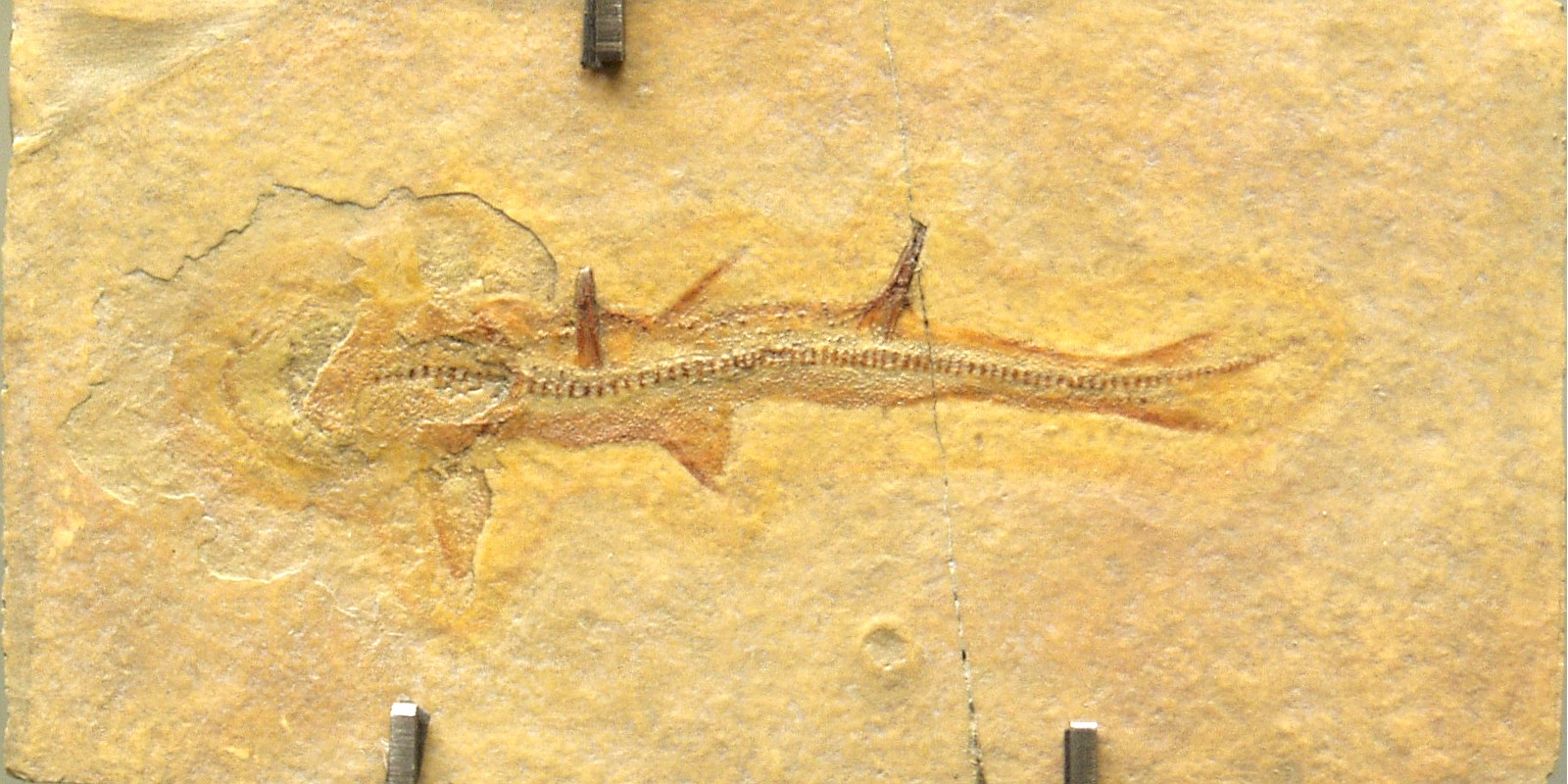
Heterodontus zitteli (Heterodontiformes)

### Cénozoïque: lesChondrichthyesmodernes
C'est à la fin du Mésozoïque que les poissons osseux prennent leurs formes actuelles. Les néosélaciens se diversifiant quelque peu. Par exemple les Torpediniformes apparaissent il y a 62 Ma. Les Pristidae ou poissons scies apparaissent à leur tour il y a 54 Ma. Et même si le Lamniforme Carcharocles megalodon, qui est le plus gros des requins ayant jamais existé, avec ses 16 mètres à 26 mètres de long apparaît il y 28 Ma, et disparaît définitivement il y a 1,5 Ma, les autres espèces de la classe évoluent peu. Cependant le nombre des espèces au sein des différentes familles évolue beaucoup et depuis 5 Ma environ c'est la famille des Carcharhiniformes qui compte le plus de requins. Elle a surclassé celle des Lamniformes qui ne représente plus que 5 % des espèces. Ainsi, très abondant sur les côtes au Crétacé, le Requin lutin ne vit plus qu'entre 350 et 600 mètres de fond.

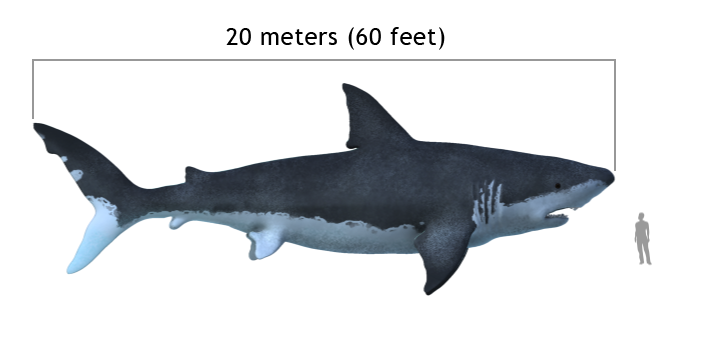
Reconstitution d'un Mégalodon (Carcharocles megalodon, Lamniformes)
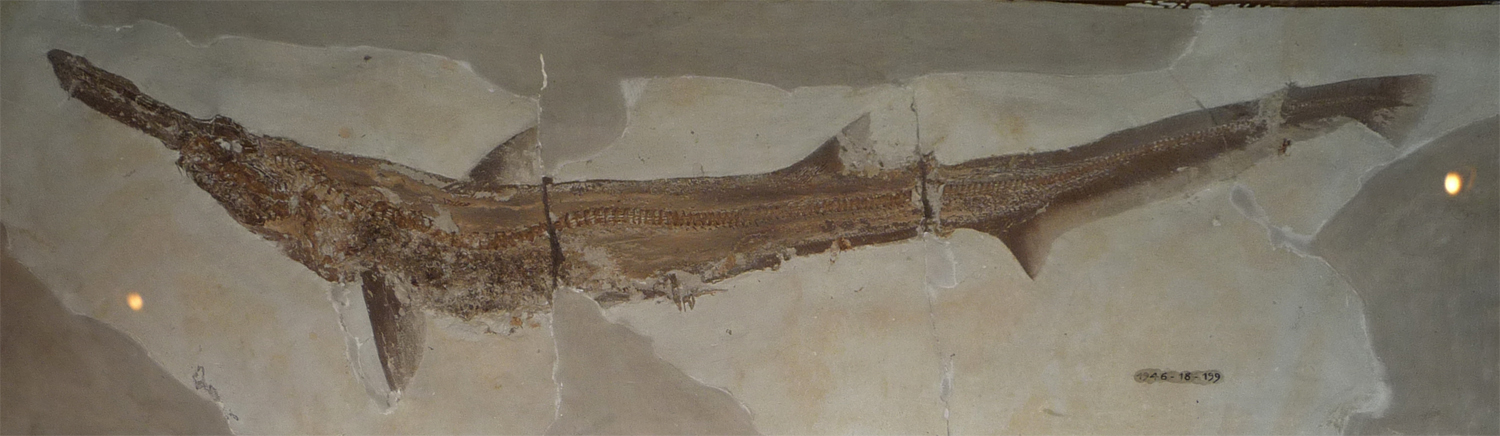
Scapanorhynchus sp. (Lamniformes)

Galerie des groupes actuels
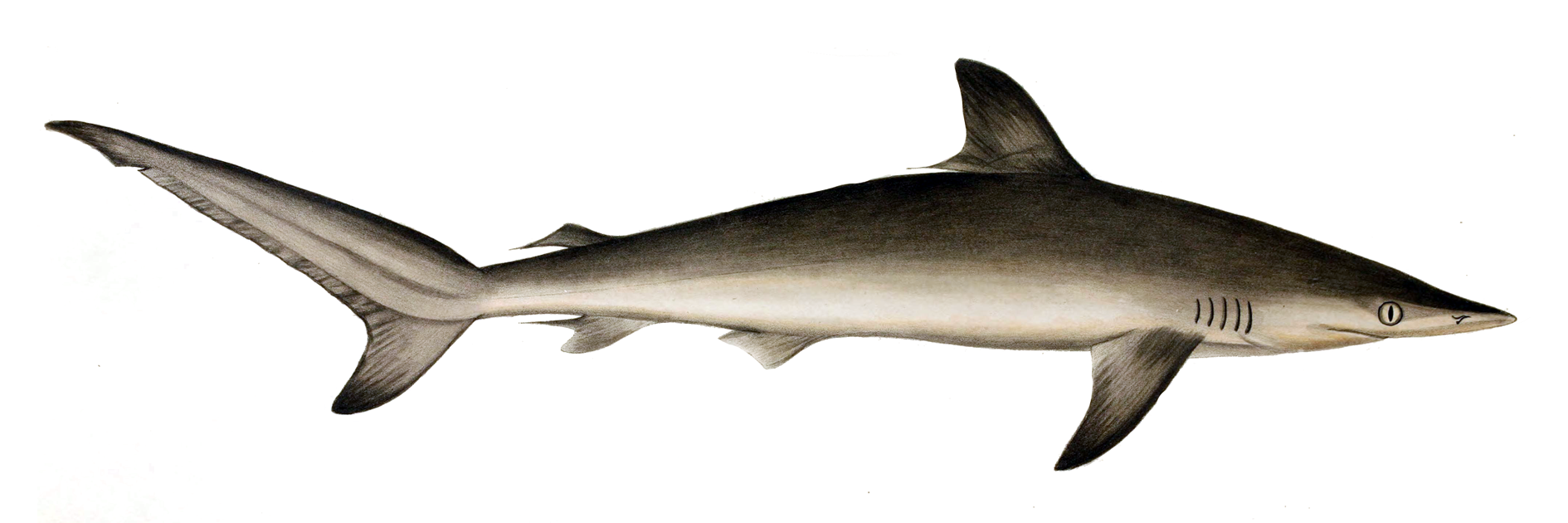
Carcharhiniformes
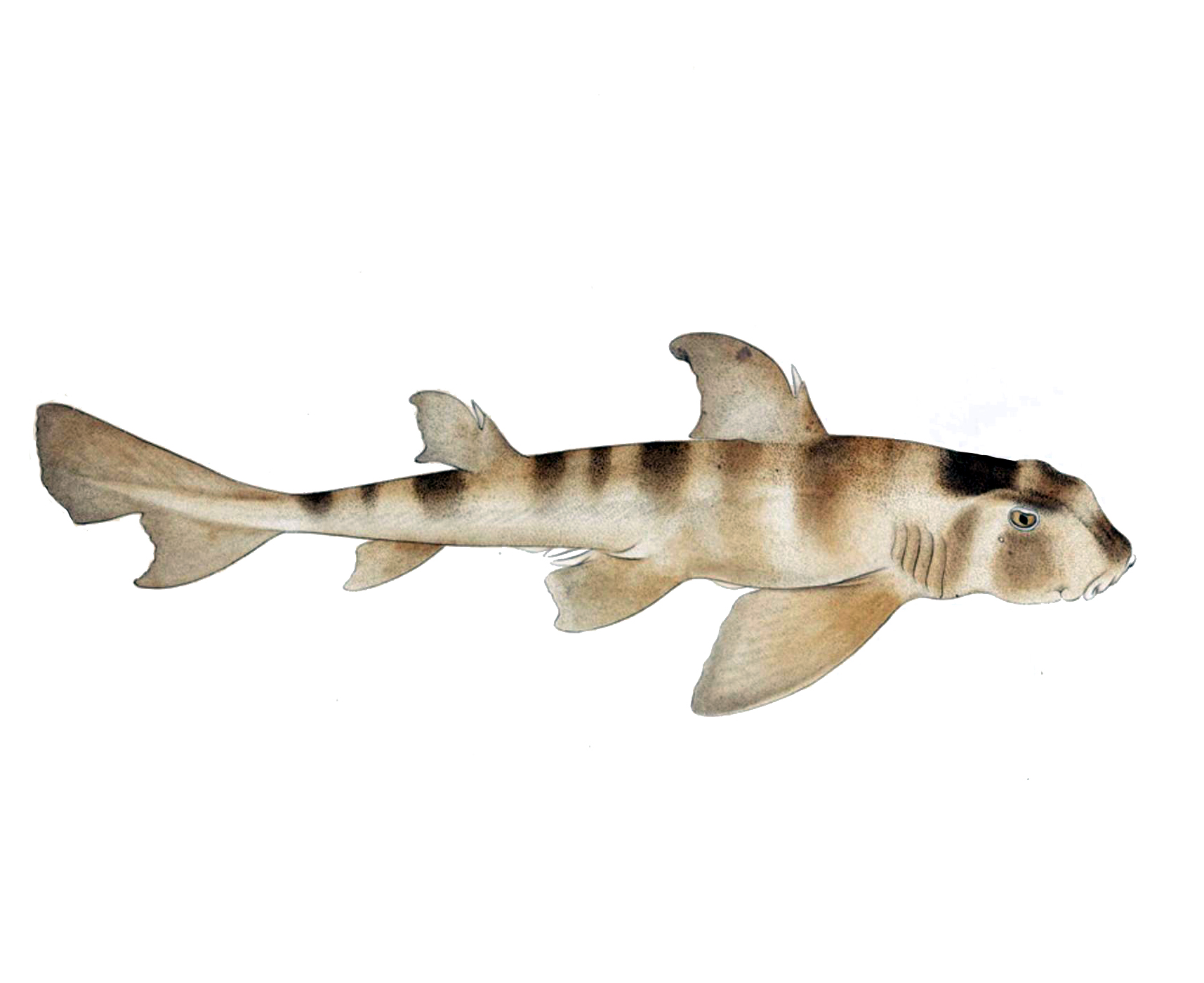
Heterodontiformes
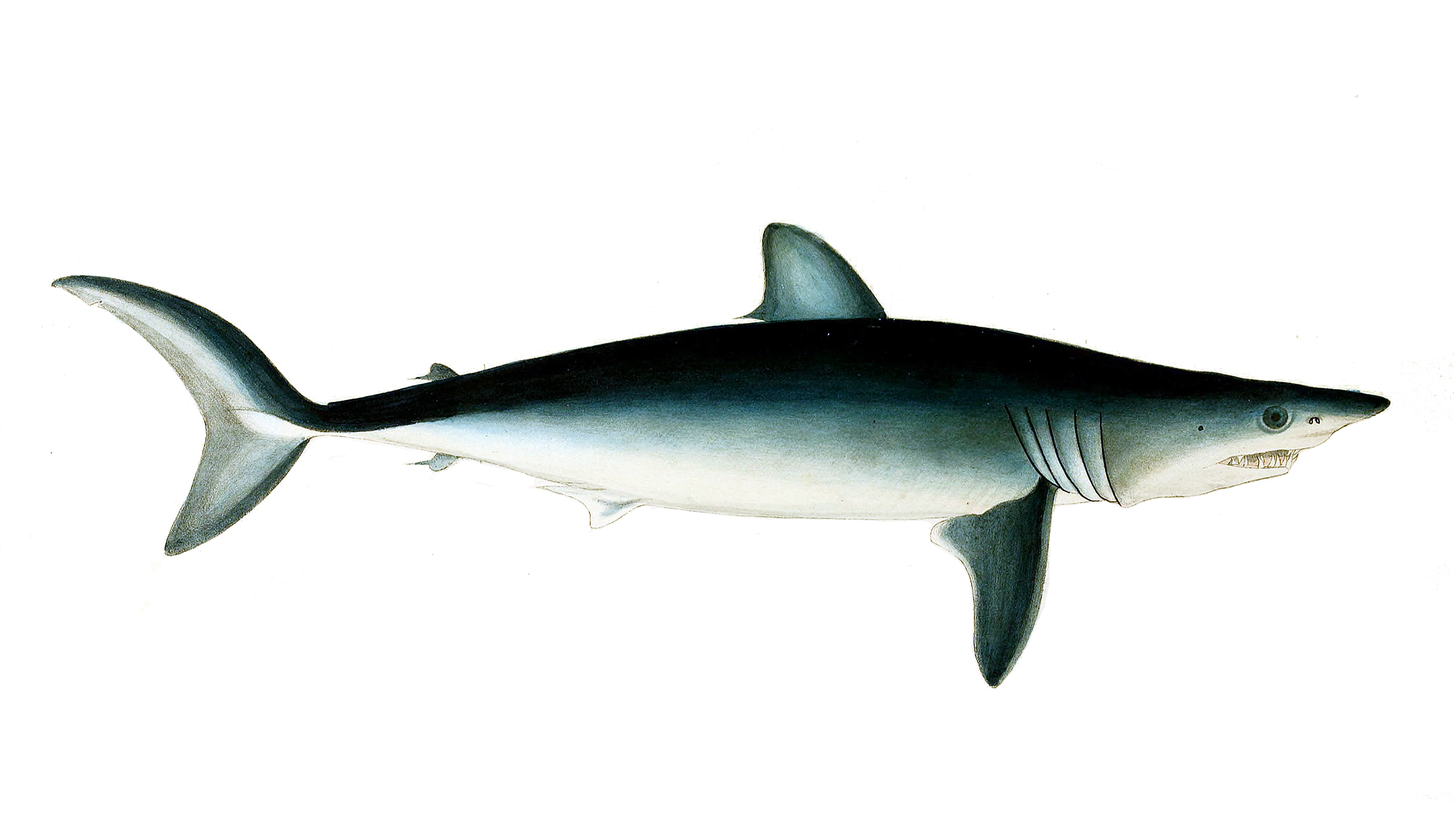
Lamniformes
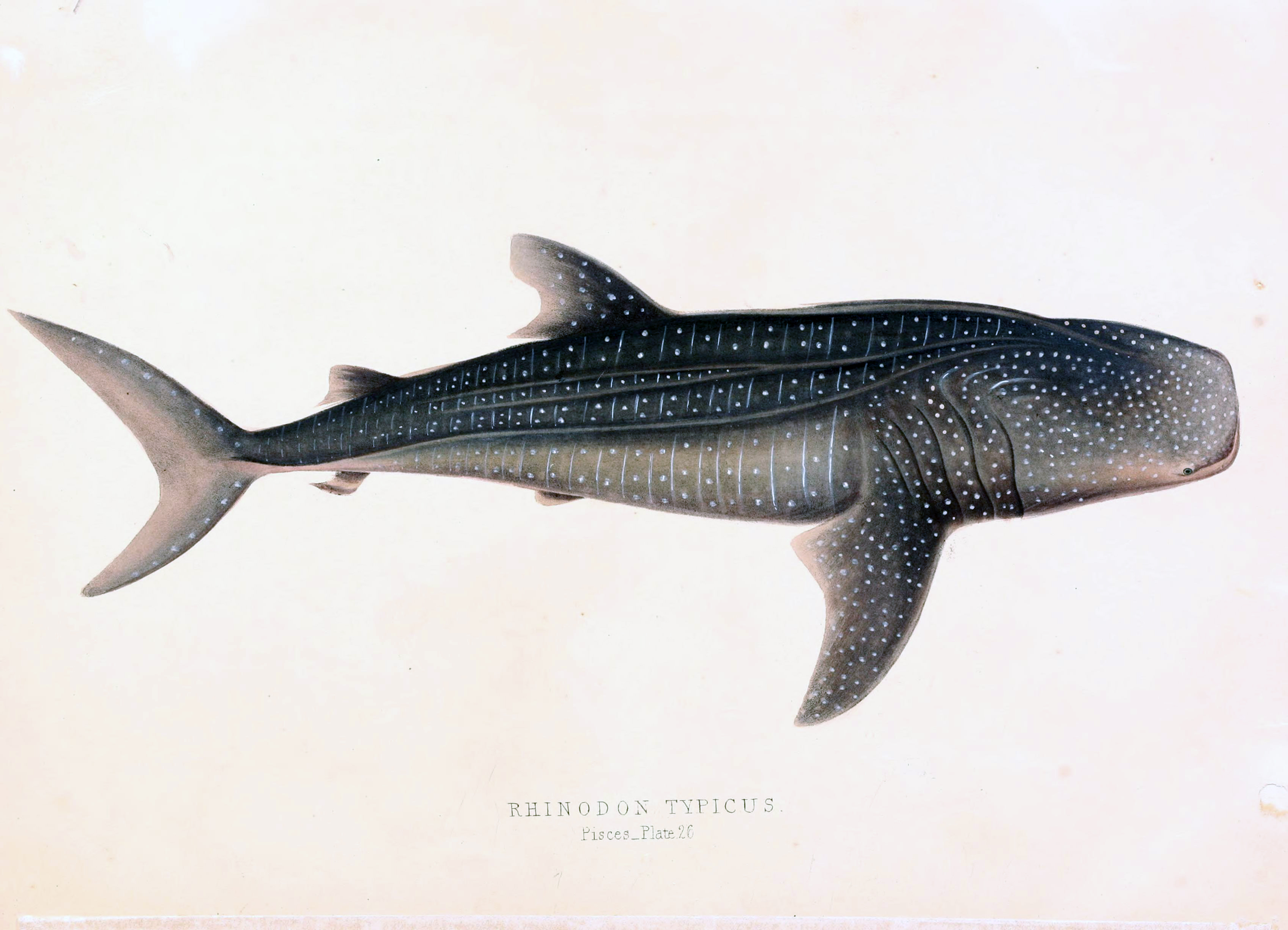
Orectolobiformes
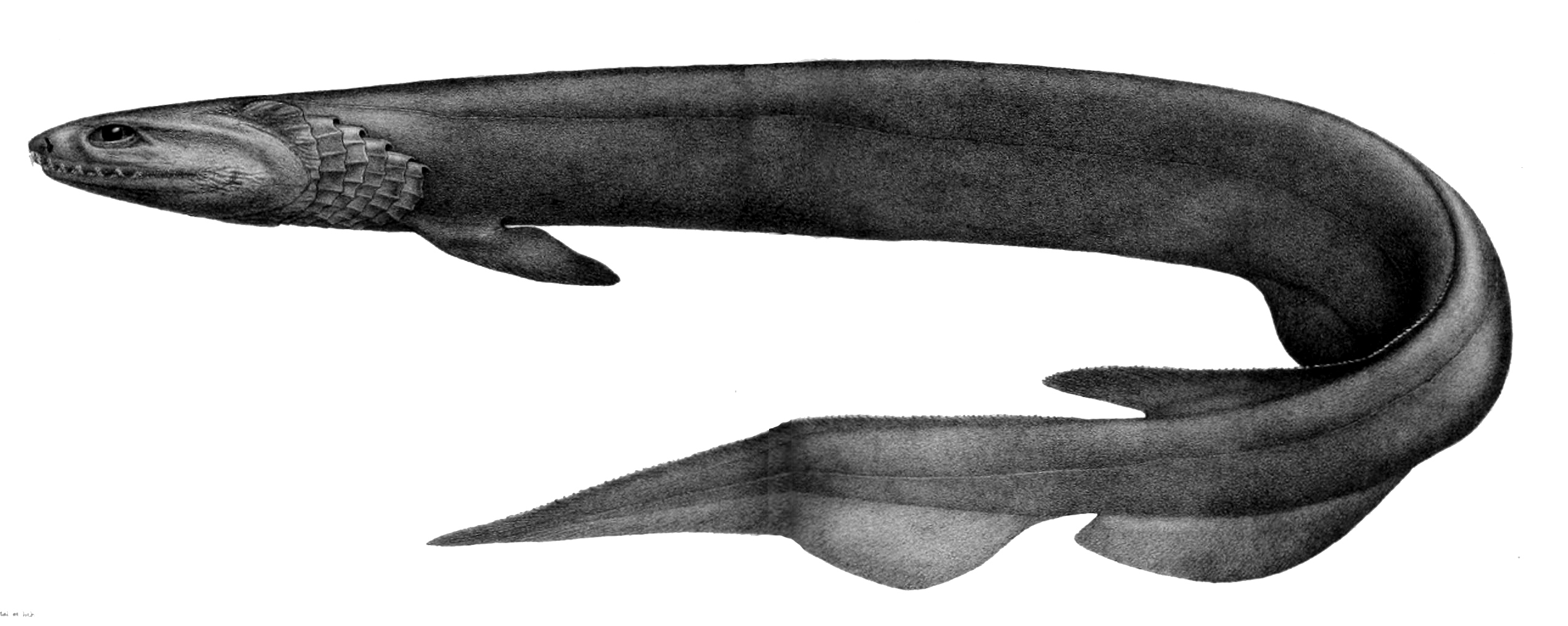
Hexanchiformes
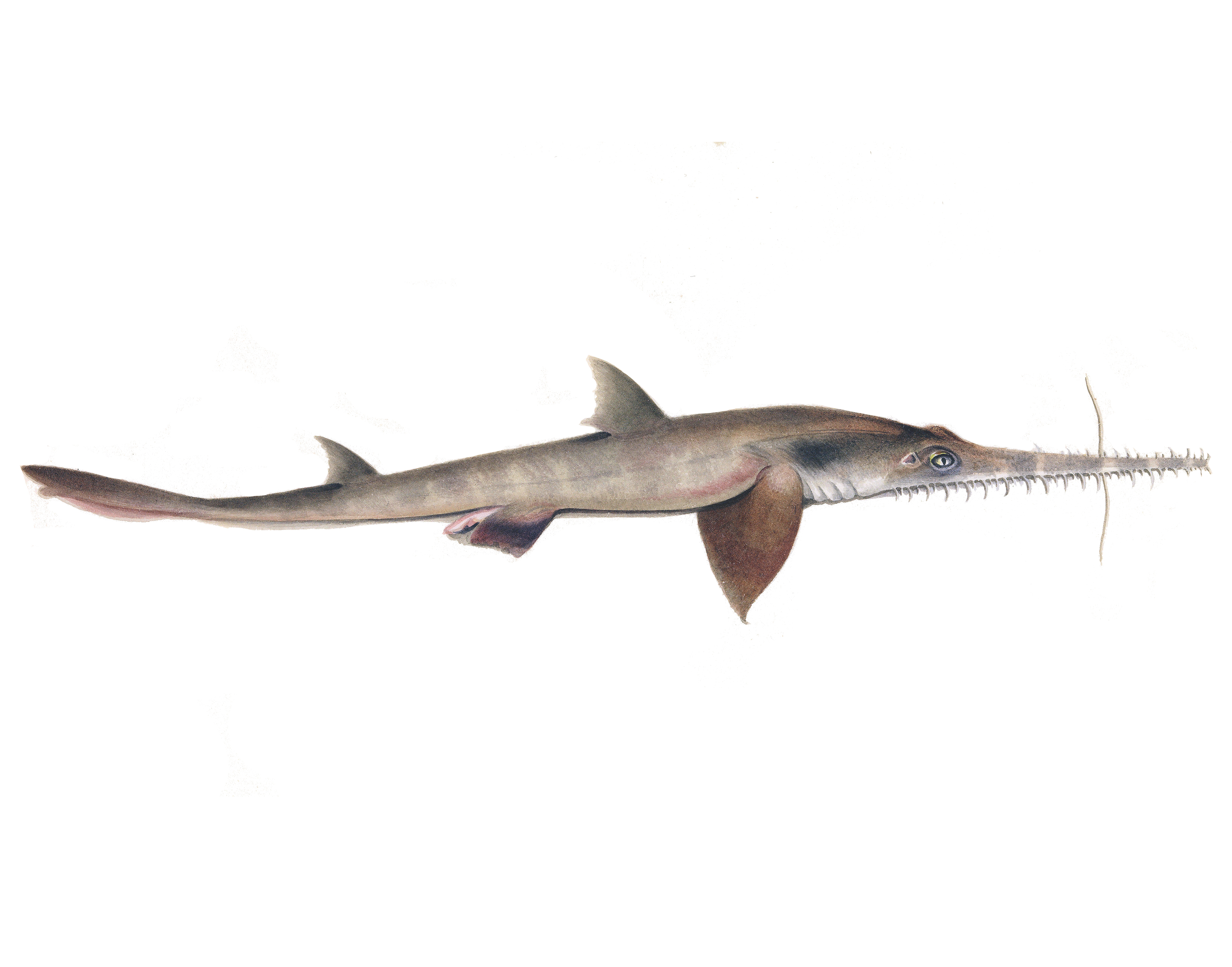
Pristiophoriformes
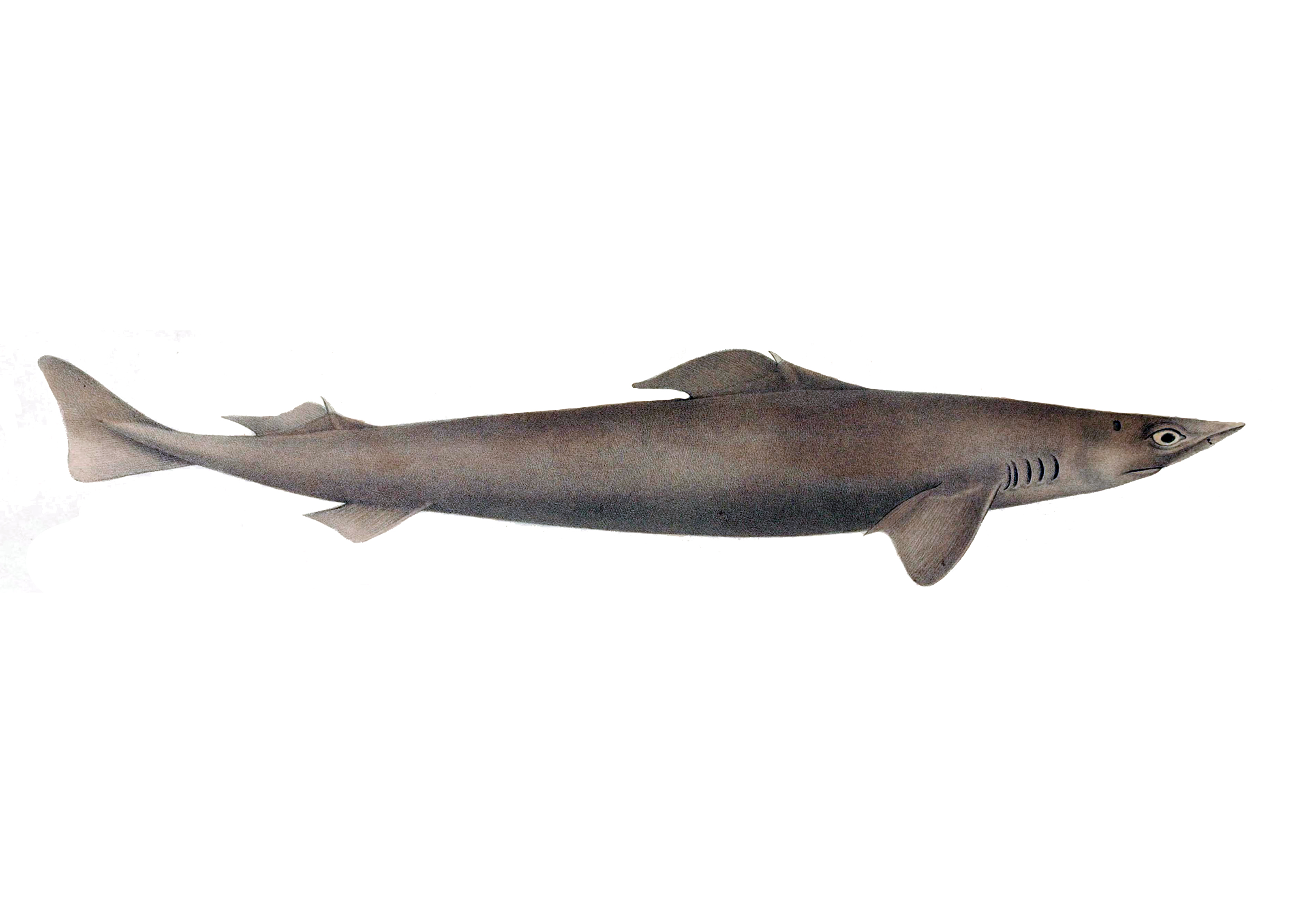
Squaliformes
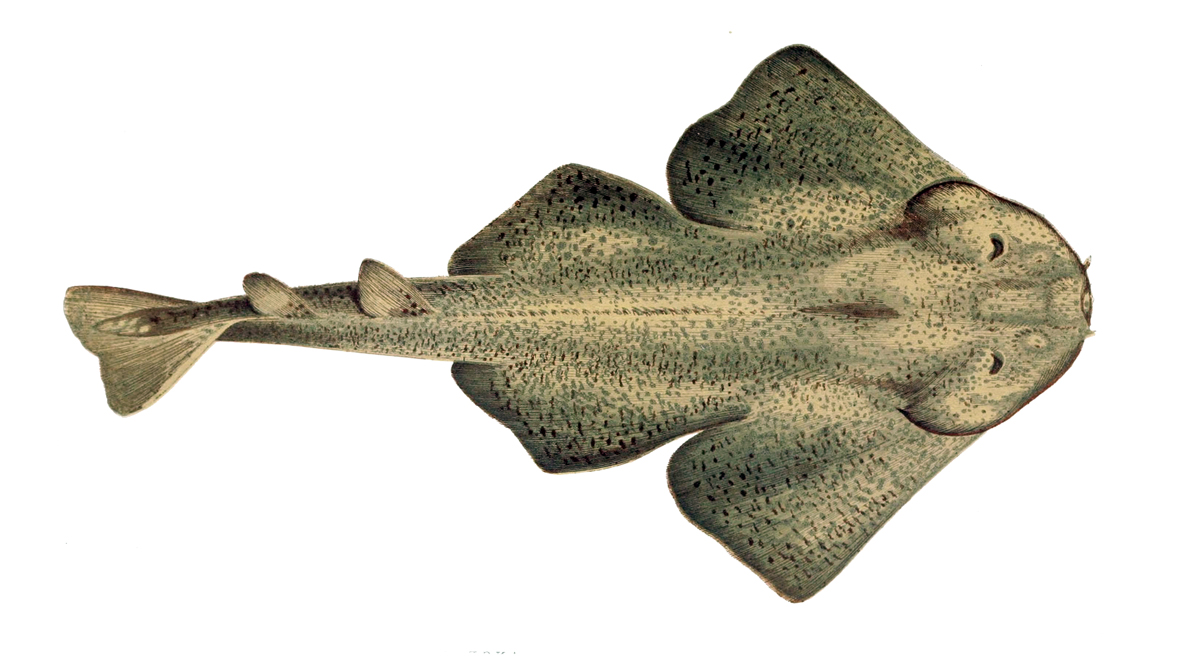
Squatiniformes